# Victoria Padial
Victoria Padial Hernández (Granada, 10 de agosto de 1988) es una deportista española que compitió en biatlón.
Ganó una medalla de bronce en el Campeonato Mundial de Biatlón de Verano de 2013 y dos medallas de plata en el Campeonato Europeo de Biatlón de 2014, convirtiéndose así en la primera deportista española en conseguir una medalla en una competición internacional de biatlón.
Participó en dos Juegos Olímpicos de Invierno, en 2010 y 2014. Su mejor actuación fue el 46.º puesto logrado en Sochi 2014 en la prueba de 10 km persecución.

## Palmarés internacional
| Campeonato Europeo | Campeonato Europeo           | Campeonato Europeo | Campeonato Europeo |
| Año                | Lugar                        | Medalla            | Prueba             |
| ------------------ | ---------------------------- | ------------------ | ------------------ |
| 2014               | Nové Město (República Checa) | Medalla de plata   | Velocidad          |
| 2014               | Nové Město (República Checa) | Medalla de plata   | Persecución        |

| Campeonato Mundial | Campeonato Mundial     | Campeonato Mundial | Campeonato Mundial |
| Año                | Lugar                  | Medalla            | Prueba             |
| ------------------ | ---------------------- | ------------------ | ------------------ |
| 2013               | Forni Avoltri (Italia) | Medalla de bronce  | Persecución        |